# Sport Clube Castêlo da Maia
O Sport Clube Castêlo da Maia é um clube português localizado na vila do Castêlo da Maia, concelho da Maia, distrito do Porto. O clube foi fundado em 16 de Janeiro de 1938 e o seu atual presidente é Luís Filipe Ferreira Marçal.
Os seus jogos em casa são disputados no Estádio Municipal Dr. Costa Lima.
A equipa de futebol sénior participa na Divisão de Honra da Associação de Futebol do Porto.

## Futebol

### Histórico (inclui 07/08)
|                   | Nº Presenças | Títulos |
| ----------------- | ------------ | ------- |
| Temporadas na 1ª  | 0            |         |
| Temporadas na 2ª  | 0            |         |
| Temporadas na 2ªB | 0            |         |
| Temporadas na 3ª  | 10           |         |
| Taça de Portugal  | 14           |         |
| Taça da Liga      | 0            |         |

## Ligações Externas
- AF Porto